# Geoffroy-macska
A Geoffroy-macska (Leopardus geoffroyi) az emlősök (Mammalia) osztályának ragadozók (Carnivora) rendjébe, ezen belül a macskafélék (Felidae) családjába tartozó faj.
Nevét Étienne Geoffroy Saint-Hilaire 19. századi francia zoológus után kapta.

## Előfordulása
Bolíviában, Brazíliában, Argentínában, Paraguayban, Uruguayban, Chile egyes részein és délen Tűzföldig található meg a magasan fekvő nyitott erdőkben és bozótosokban. 3300 méter magasságban is megtalálható.

## Alfajok
- Leopardus geoffroyi euxanthus
- Leopardus geoffroyi geoffroyi
- Leopardus geoffroyi leucobaptus
- Leopardus geoffroyi paraguae
- Leopardus geoffroyi salinarum

## Megjelenése

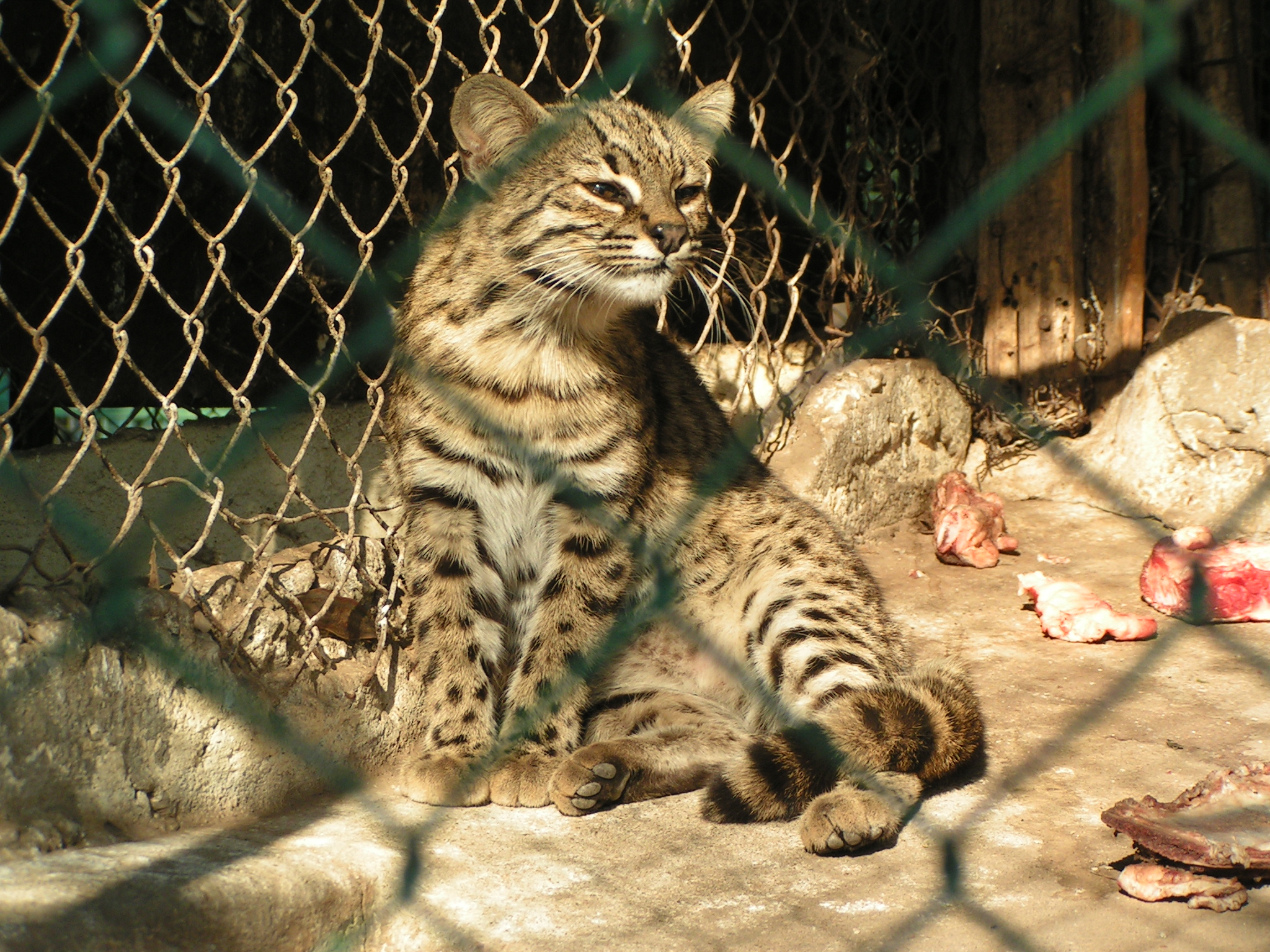

A Geoffroy-macska fej-törzs-hossza 45-75 centiméter, farka 25-35 centiméter, testtömege 3-8 kilogramm. A bunda színe és rajzolata területenként eltérő. Az északi részen a macskák alapszíne világító okkersárga, és sok kicsi, kerek fekete folt található rajta, amelyek a déli populációkban kis rózsaformába rendeződnek; a délen az alapszín ezüstszürke. A farok töve foltos, hosszában pedig fekete gyűrűs. Segíti az állat egyensúlyozását az ágakon. Erős, behúzható karmai vannak, amelyek lehetővé teszik a fára mászást és a zsákmány megragadását. A Geoffroy-macskának kiváló a látása és a hallása, áldozatának legkisebb neszét is érzékeli.

## Életmódja
Mint a legtöbb macskafaj, ez is magányosan él. Csak éjszaka aktív. Tápláléka kisebb emlősökből és madarakból áll. A Geoffroy-macska a vadonban 11 évet élhet, azonban a legidősebb fogságban tartott példány elérte a 20 éves kort is.

## Szaporodása
A nőstény Geoffroy-macskák ivarérettségüket 18 hónaposan, míg a hímek 2 évesen érik el. A párzási időszak október–március között van. A vemhességi idő 64-74 napig tart, ennek végén 1-3 utód jön a világra. Néhány hónap múlva a család feloszlik.

## Természetvédelmi helyzete
Elterjedési területe elég nagy és nem számít veszélyeztetett fajnak. 
Fogságban igazi ritkaság. A világ állatkertjeiben összesen 72 egyed él belőle. Magyarországon állatkertek közül kizárólag a Nyíregyházi Állatparkban tartják. Az itt élő tenyészpár 2017 óta alkot egy párt és az országban elsőként 2020 nyarán utóduk is napvilágot látott. 